# Campesterolo
Il campesterolo è uno sterolo di origine vegetale. Prende il nome dalla Brassica campestris, pianta dalla quale venne isolato per la prima volta.